# Bäcken (bok)
Bäcken är en självbiografisk prosabok av Werner Aspenström, utgiven 1958 av Bonniers förlag.
I novellistiska avsnitt med titlar som Vanliga dagar, Bröllopet, De glesa ljudens afton och Utflykt med lövad pråm reflekterar författaren över minnen från barndomen och uppväxten i en liten by i södra Dalarna. Minnesbilder som dels är ljusa och poetiska men som också är präglade av ensamhet och skräckblandad förundran.

## Mottagande
"Hans prosa är i bästa mening folklig, kärnfull, underfundig och nära tingen...Bokens prosa har en rikedom och uttryckskraft som ständigt gläder och överraskar...Hans prosa är källklar och ny, det är som om han just hade funnit språkets instrument alldeles oförbrukat." - Sven Delblanc i Arbetarbladet 3/10 1958 